# Lijst van burgemeesters van Noordeloos
Dit is een lijst van burgemeesters van de voormalige Nederlandse gemeente Noordeloos tot die gemeente op 1 januari 1986 opging in de gemeente Giessenlanden. Vanaf 1852 was de burgemeester tevens burgemeester van de gemeenten Hoogblokland en Hoornaar
| Ambtsperiode | Naam burgemeester                           | Partij of stroming | Bijzonderheden                                                                                 |
| ------------ | ------------------------------------------- | ------------------ | ---------------------------------------------------------------------------------------------- |
| 18?? - 1843? | Arnold Joost Timmermans                     |                    |                                                                                                |
| 1844 - 1874? | C.F. Gerdessen Timmermans                   |                    |                                                                                                |
| 1874 - 1879  | Cornelis Jacob Anton Wijnaendts (1841-1921) |                    | was burgemeester van Leimuiden, werd burgemeester van Overschie en Schiebroek                  |
| 1879 - 1883  | Willem Lotsy                                |                    | werd burgemeester van Bodegraven                                                               |
| 1883 - 1885  | mr. Abraham Antonie Küller                  |                    |                                                                                                |
| 1885 - 1933  | Cornelis Bastiaan Wisboom                   |                    |                                                                                                |
| 1934 - 1937  | Wijnand Zeeuw                               |                    | was burgemeester van Genemuiden, werd burgemeester van Rijssen                                 |
| 1937 - 1943  | D.C. de Leeuw                               |                    | tevens burgemeester van Hoogblokland en Hoornaar, voorheen van Hei- en Boeicop & Schoonrewoerd |
| 1943 - 1945  | B.C. Wisboom                                |                    | voorheen waarnemend burgemeester van Brielle en Oostvoorne                                     |
| 1946 - 1986  | Maarten Schakel sr.                         | ARP / CDA          | vanaf 1982 waarnemend burgemeester                                                             |